# Елитни убийци
„Елитни убийци“ (на английски: Killer Elite) е екшън трилър от 2011, с участието на Робърт Де Ниро, Джейсън Стейтъм, и Клайв Оуен. Сценарият е написан по романа от 1991 на сър Ранулф Файнс The Feather Men.

## Сюжет
Дани Брайс (Джейсън Стейтъм) бивш елитен наемник, отказал се от кървавия си занаят и водещ спокоен живот в австралийската провинция е принуден да се върне в бизнеса, когато неговия наставник и колега Хънтър (Робърт Де Ниро) е отвлечен от омански шейх с цел да принуди Дани да извърши още няколко мокри поръчки. Мишените са бивши елитни командоси от британските специални сили САС, убили синовете на шейха. За това разбират и The Feather Men, тайна организация, защитаваща бивши членове на САС, която изпраща един от своите (Клайв Оуен) да разследва случая...